# Leptoseris amitoriensis
Espèce
Statut de conservation UICN

 NT  : Quasi menacé
Statut CITES
Leptoseris amitoriensis est une espèce de coraux appartenant à la famille des Agariciidae.